# Obersimmental-Saanen (distrito administrativo)
Obersimmental-Saanen é um distrito administrativo da Suíça, localizado no cantão de Berna. Tem 574,88 km² de área e sua população em 2019 foi estimada em 16.556 habitantes. Sua sede é a comuna de Saanen.

## Comunas
Obersimmental-Saanen está composto por um total de 7 comunas:
| Brasão            | Comuna            | População (31 de dezembro de 2019) | Área em km² |
| ----------------- | ----------------- | ---------------------------------- | ----------- |
| Boltigen          | Boltigen          | 1 288                              | 77.01       |
| Gsteig bei Gstaad | Gsteig bei Gstaad | 976                                | 62.37       |
| Lauenen           | Lauenen           | 836                                | 58.71       |
| Lenk              | Lenk              | 2 388                              | 126.18      |
| Saanen            | Saanen            | 6 871                              | 119.71      |
| St. Stephan       | St. Stephan       | 1 340                              | 57.79       |
| Zweisimmen        | Zweisimmen        | 2 987                              | 73.11       |
|                   | Total (7)         | 16 686                             | 574.88      |